# トゥアンアン
トゥアンアン（ベトナム語：Thành phố Thuận An / 城庯順安）はベトナムのビンズオン省にある都市である。人口は2018年時点で520,140人、面積は83.7km2である。

## 行政区画
9坊1社から構成される。
- アンフー坊（An Phú / 安富）
- アンタイン坊（An Thạnh / 安盛）
- ビンチュアン坊（Bình Chuẩn / 平準）
- ビンホア坊（Bình Hòa / 平和）
- ビンニャム坊（Bình Nhâm / 平任）
- フンディン坊（Hưng Định / 興定）
- ライティエウ坊（Lái Thiêu / 賴燒）
- トゥアンザオ坊（Thuận Giao / 順交）
- ヴィンフー坊（Vĩnh Phú / 永富）
- アンソン社（An Sơn / 安山）